# カストル・オランピック
カストル・オランピック（仏: Castres Olympique）は、フランスのカストルに本拠地を置くラグビーユニオンクラブである。スタジアムはスタッド・ピエール＝ファーブル。フランスラグビー最高峰リーグのトップ14に所属。

## 概要
1906年創設。
チームカラーは青と白。

## タイトル

### 国内タイトル
- フランス選手権（現・トップ14）
  - 優勝 5回（1949, 1950, 1993, 2013, 2018）
  - 準優勝 3回（1995, 2014, 2022）

## スコッド
2024-25シーズンのスコッド（2024年10月現在）
| フッカー - ガエタン・バルロ - ピエーレ・コロンナ(Pierre Colonna) - ローリス・ザラントネーロ プロップ - アルレリエン・アザール(Aurélien Azar) - ワヤン・デ・ベニフィトス(Wayan De Benditis) - レヴァン・チラチャヴァ - ウィル・コリアー - ニコラス・コラト(Nicolas Corato) - ロイス・グエローイス＝グリソン(Lois Guerois-Galisson) - アントワーヌ・チチット(Antoine Tichit) - クインティン・ウァルカー ロック - ギヨーム・ドカティ - ポール・ジェドラシアク - グリゴール・マラヴァイ(Gauthier Maravai) - レオネ・ナカラワ - トム・スタニフォース - フロレント・ヴァンレルベルグ | フランカー/No.8 - マシュー・ビュット - タイラー・アードロン - バティスタ・コープ(Baptiste Cope) - バティスタ・ドラポルト - アブラハム・パパリイ - ヤン・ピアソン(Yann Peysson) - チョサイア・ライスンゲ スクラムハーフ - サンティアゴ・アラタ - ゴティエ・ドベラーレ(Gauthier Doubrère) - ジェレミー・フェルナンデス(Jérémy Fernandez) フライハーフ - ルイ・ルブラン - ピエーレ・ポペリン(Pierre Popelin) | センター - ヴィリモニ・ボティツ - アドレア・コカギ - ジャック・グッドヒュー - アドリエン・セグレット(Adrien Séguret) - アントワーヌ・ゼーダー ウイング - クリスティアン・アンバディアング(Christian Ambadiang) - アントワーヌ・ゼーダー - アントワーヌ・ボウゼランド(Antoine Bouzerand) - ナサニエル・フーレウ(Nathanaël Hulleu) - オセア・ワクァニナヴァツ(Osea Waqaninavatu) フルバック - テオ・チャボーニ(Theo Chabouni) - ジュリアン・ヅモラ - ジェフリー・パリス |
| | | |
| はキャプテン。 | | |

## 歴代所属選手
- マイケル・チャイカ(前オーストラリア代表ヘッドコーチ)
- グレガー・タウンセンド(現スコットランド代表ヘッドコーチ)
- パスカル・パペ(フランス代表)
- アントワン・デュポン(フランス代表)
- バンジャマン・ケイゼル(フランス代表)
- ブリス・デュラン(フランス代表)
- ジョー・テコリ(サモア代表)
- ピウア・ファアサレレ(サモア代表)
- ラミロ・エレーラ(アルゼンチン代表)
- レミー・グロッソ(フランス代表)
- セバスチアン・ティユスボルド(フランス代表)
- レミー・タレス(フランス代表)
- アントン・ペイクリシヴィリ(ジョージア代表)
- オラシオ・アグージャ(アルゼンチン代表)
- スティーブ・マフィ(トンガ代表)
- ブラッド・ニストル(ルーマニア代表)
- ミハイ・ラザール(ルーマニア代表)
- リッチー・グレイ(スコットランド代表)
- テイラー・パリス(カナダ代表)
- マアマ・バイプル(トンガ代表)
- ジュリアス・ノスタディト(ドイツ代表)
- アントニー・ジェロンチ(フランス代表)
- アフシパ・タウモエペアウ(トンガ代表)
- ロリー・ココット(フランス代表)
- パウラ・ヌガウアモ(トンガ代表)
- マット・ティアニー(カナダ代表)
- ベンハミン・ウルダピジェタ(アルゼンチン代表)
- フィリポ・ナコシ(フィジー代表)
- ヘンリー・トーマス(ウェールズ代表)